# 下恩茨
下恩茨是瑞士的城鎮，位於該國中西部，由伯恩州負責管轄，面積2.8平方公里，一半土地是農業用地，海拔高度460米，2011年人口1,558，人口密度每平方公里556人。